# Kulturní mezera
Jako kulturní mezera (cultural lag, tedy opoždění) se označuje zaostávání jedné složky kultury za jinou. Kulturní mezera je důsledek kulturní změny, při níž se různé složky kulturního systému mění různě rychle. Autorem teorie je William F. Ogburn. 
Americký sociolog William Fielding Ogburn tento koncept uvedl, a pojem kulturní mezera definoval v roce 1922 v knize Social change with respect to culture and original nature. Teorie stojí na rozlišení tří složek kultury:
- materiální složku (např. technika a technologie)

- nemateriální adaptivní složku (např. instituce, normy)

- nemateriální neadaptivní složku (např. hodnoty).

Dle Ogburna jsou různé složky různě adaptivní. V základním a ideálním případě jsou tyto tři složky v rovnováze, v reálných společnostech je však stav rovnováhy narušován difuzí kulturních prvků. Rychle jsou přejímány především prvky materiální povahy (vynálezy), ty přímo ovlivňují nemateriální adaptivní prvky (např. zákony). Některé složky kultury, jako mohou být předsudky nebo hodnoty společnosti, se však pro svou neadaptivnost mění velmi pomalu, opožďuje se za vývojem ostatních složek. Přitom se všechny tři složky ovlivňují a jedna druhou může brzdit. Tak vzniká kulturní mezera, zapříčiněná nesynchronizovaným vývojem jednotlivých složek kultury.
Významný český sociolog Miloslav Petrusek aplikuje pojem kulturní mezera také na jedince, u kterého může nerovnováha mezi složkami způsobit kulturní nekompetenci (např. lékař ovládá anatomii, diagnostiku, techniku, ale není schopen komunikace s pacientem). Krajním případem je tzv. kulturní analfabetismus, jehož příkladem v praxi je snobství (člověk demonstruje svou kulturní úroveň plnou knihovnou, ale žádnou z knih nečetl).
Pokud jsou složky kultury v nerovnováze (jak je tomu v drtivé většině společností), příčinou je difúze kulturních prvků (neboli předávání prvků z jedné kultury do druhé). Nejčastěji se jedná o přenos technologií. Problém v této situaci nastává, když se chce nehmotná kulturní složka vyrovnat vývoji hmotné složky, která je flexibilnější, a je charakteristická přirozenou tendenci rychlejšího vývoje. Rozdíl mezi hmotnou a nehmotnou složkou kultury zkoumal mimo jiné Ogburn i ve své teorii o sociálních změnách (konkrétně v díle On Culture and Social Change).
V češtině se ovšem využívá pojem kulturní mezera (angličtina má pro tento jev vlastní výraz: culture gap) i pro jev, kdy rozdíl mezi dvěma kulturami brání jejich porozumění a komunikaci. Rozdíl se nejčastěji týká neměnných složek kultury, jako historie, sociální vrstvy nebo náboženství. Kulturní mezera v tomto smyslu je často uváděna jako příčina neporozumění, sociálních problémů nebo v krajním případě konfliktu mezi kulturami.